# Aspidium otarioides
Aspidium otarioides là một loài thực vật có mạch trong họ Dryopteridaceae. Loài này được H. Christ miêu tả khoa học đầu tiên năm 1902.